# Chapelle-Guillaume
Pour les articles homonymes, voir Chapelle (homonymie).
Chapelle-Guillaume est une commune française située dans le département d'Eure-et-Loir en région Centre-Val de Loire. Elle fait partie du Parc naturel régional du Perche.

## Géographie

### Situation
La commune de Chapelle-Guillaume est située à l'extrémité sud-ouest du département d'Eure-et-Loir, dans le pays appelé autrefois Perche-Gouët. Sa superficie est de 1960 hectares.
Elle est constituée d'un tiers de forêts privées, on y trouve aussi un espace important de tourbières. La principale rivière est l'Yerre, qui prend sa source dans la forêt de Montmirail, sur le territoire de la commune. Elle alimente les étangs de Saut-au-Lièvre, du Moulin-Neuf et entre sur la Bazoche-Gouët au-dessus de la ferme du Vieux-Moulin, après un parcours de 5 km. Elle reçoit sur sa rive gauche la Carrelière, puis, sur sa rive droite, la Bécanne. Elle se jette dans le Loir à Saint-Hilaire-sur-Yerre.
Le bourg ne se compose que d'une seule rue. À l'entrée la mairie et l'école, de construction récente, puis sur un tertre à droite, on voit le château. Sur la gauche un peu plus loin, derrière l'église, à 50 mètres de la rue, se trouve un ancien prieuré, qui deviendra la demeure du jardinier du château.

Situation géographique
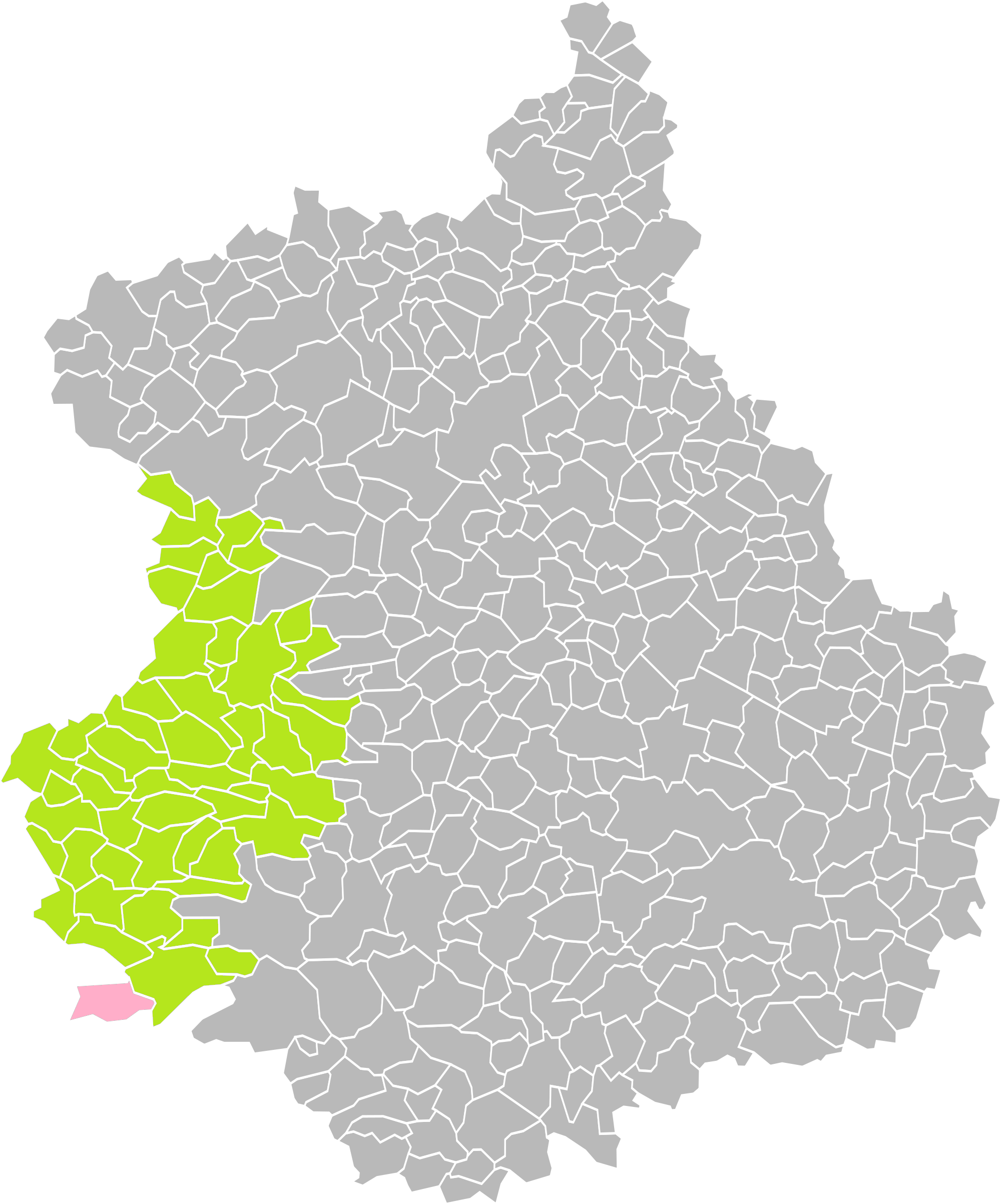
Chapelle-Guillaume dans son arrondissement.
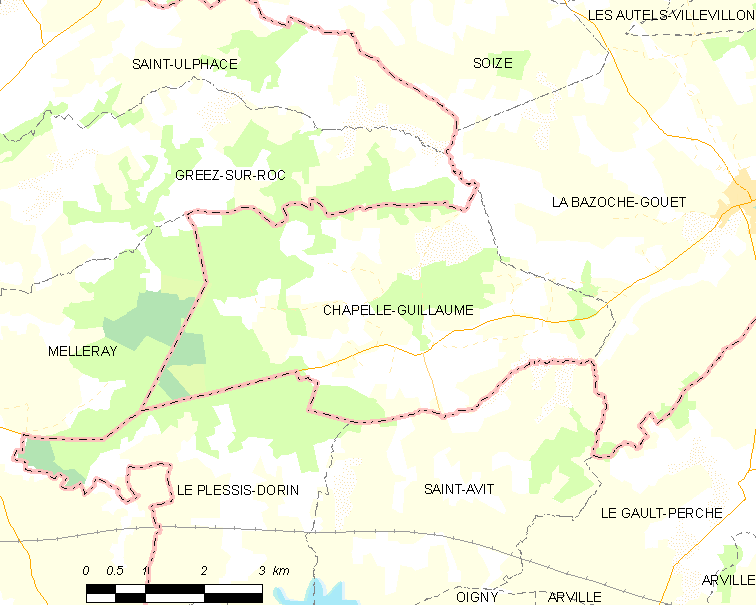
Carte de la commune de Chapelle-Guillaume.

### Communes, départements et région limitrophes
Chapelle-Guillaume, commune du département d'Eure-et-Loir en région Centre-Val de Loire, est limitrophe de deux départements, le Loir-et-Cher, qui appartient également à la région Centre-Val de Loire, et la Sarthe, région des Pays de la Loire.
|                                 | Gréez-sur-Roc (Sarthe)    |                                   |
| Melleray (Sarthe)               | Chapelle-Guillaume        | La Bazoche-Gouet                  |
| Le Plessis-Dorin (Loir-et-Cher) | Saint-Avit (Loir-et-Cher) | Le Gault-du-Perche (Loir-et-Cher) |

### Hydrographie
La commune abrite la source de la rivière l'Yerre, affluent du Loir, sous-affluent du fleuve la Loire par la Sarthe et la Maine.

### Climat
Pour des articles plus généraux, voir Climat du Centre-Val de Loire et Climat d'Eure-et-Loir.
En 2010, le climat de la commune est de type climat océanique dégradé des plaines du Centre et du Nord, selon une étude du Centre national de la recherche scientifique s'appuyant sur une série de données couvrant la période 1971-2000. En 2020, Météo-France publie une typologie des climats de la France métropolitaine dans laquelle la commune est exposée à un climat océanique altéré et est dans la région climatique  Moyenne vallée de la Loire, caractérisée par une bonne insolation (1 850 h/an) et un été peu pluvieux. 
Pour la période 1971-2000, la température annuelle moyenne est de 10,7 °C, avec une amplitude thermique annuelle de 15,1 °C. Le cumul annuel moyen de précipitations est de 781 mm, avec 12,3 jours de précipitations en janvier et 7,9 jours en juillet. Pour la période 1991-2020, la température moyenne annuelle observée sur la station météorologique installée sur la commune est de 11,1 °C et le cumul annuel moyen de précipitations est de 758,2 mm,. Pour l'avenir, les paramètres climatiques de la commune estimés pour 2050 selon différents scénarios d'émission de gaz à effet de serre sont consultables sur un site dédié publié par Météo-France en novembre 2022.
| Mois                                  | jan.           | fév.           | mars          | avril         | mai           | juin          | jui.         | août          | sep.          | oct.          | nov.          | déc.          | année      |
| ------------------------------------- | -------------- | -------------- | ------------- | ------------- | ------------- | ------------- | ------------ | ------------- | ------------- | ------------- | ------------- | ------------- | ---------- |
| Température minimale moyenne (°C)     | 1,3            | 0,7            | 2,5           | 4,2           | 7,6           | 11,2          | 12,6         | 12,1          | 9,5           | 7,3           | 4,5           | 1,8           | 6,3        |
| Température moyenne (°C)              | 4              | 4,4            | 7,2           | 10,1          | 13,4          | 16,9          | 19           | 18,4          | 15,4          | 11,6          | 7,6           | 4,7           | 11,1       |
| Température maximale moyenne (°C)     | 6,7            | 8,2            | 12            | 16,1          | 19,2          | 22,6          | 25,4         | 24,8          | 21,3          | 15,9          | 10,8          | 7,7           | 15,9       |
| Record de froid (°C) date du record   | −14,6 07.01.09 | −15,8 09.02.12 | −7,3 13.03.13 | −5,4 06.04.21 | −1,2 02.05.21 | 2,2 12.06.11  | 4,7 30.07.15 | 4,4 21.08.14  | 0,5 21.09.12  | −3,3 21.10.10 | −8,7 30.11.10 | −9,7 26.12.10 | −15,8 2012 |
| Record de chaleur (°C) date du record | 14,4 01.01.22  | 19,7 27.02.19  | 23,9 31.03.21 | 27,1 20.04.18 | 29,5 21.05.20 | 36,8 18.06.22 | 40 25.07.19  | 37,6 08.08.20 | 33,7 09.09.23 | 28,4 02.10.23 | 20,8 01.11.15 | 14,4 30.12.22 | 40 2019    |
| Précipitations (mm)                   | 70,9           | 59,4           | 66,9          | 51,1          | 74,5          | 60,1          | 43,9         | 49,2          | 48,7          | 70            | 74,5          | 89            | 758,2      |

## Urbanisme

### Typologie
Au 1er janvier 2024, Chapelle-Guillaume est catégorisée commune rurale à habitat très dispersé, selon la nouvelle grille communale de densité à 7 niveaux définie par l'Insee en 2022.
Elle est située hors unité urbaine et hors attraction des villes,.

### Occupation des sols
L'occupation des sols de la commune, telle qu'elle ressort de la base de données européenne d’occupation biophysique des sols Corine Land Cover (CLC), est marquée par l'importance des territoires agricoles (62,2 % en 2018), en diminution par rapport à 1990 (63,4 %). La répartition détaillée en 2018 est la suivante : 
forêts (36,5 %), terres arables (33,2 %), prairies (24,2 %), zones agricoles hétérogènes (4,8 %), zones urbanisées (1,3 %). L'évolution de l’occupation des sols de la commune et de ses infrastructures peut être observée sur les différentes représentations cartographiques du territoire : la carte de Cassini (XVIIIe siècle), la carte d'état-major (1820-1866) et les cartes ou photos aériennes de l'IGN pour la période actuelle (1950 à aujourd'hui).

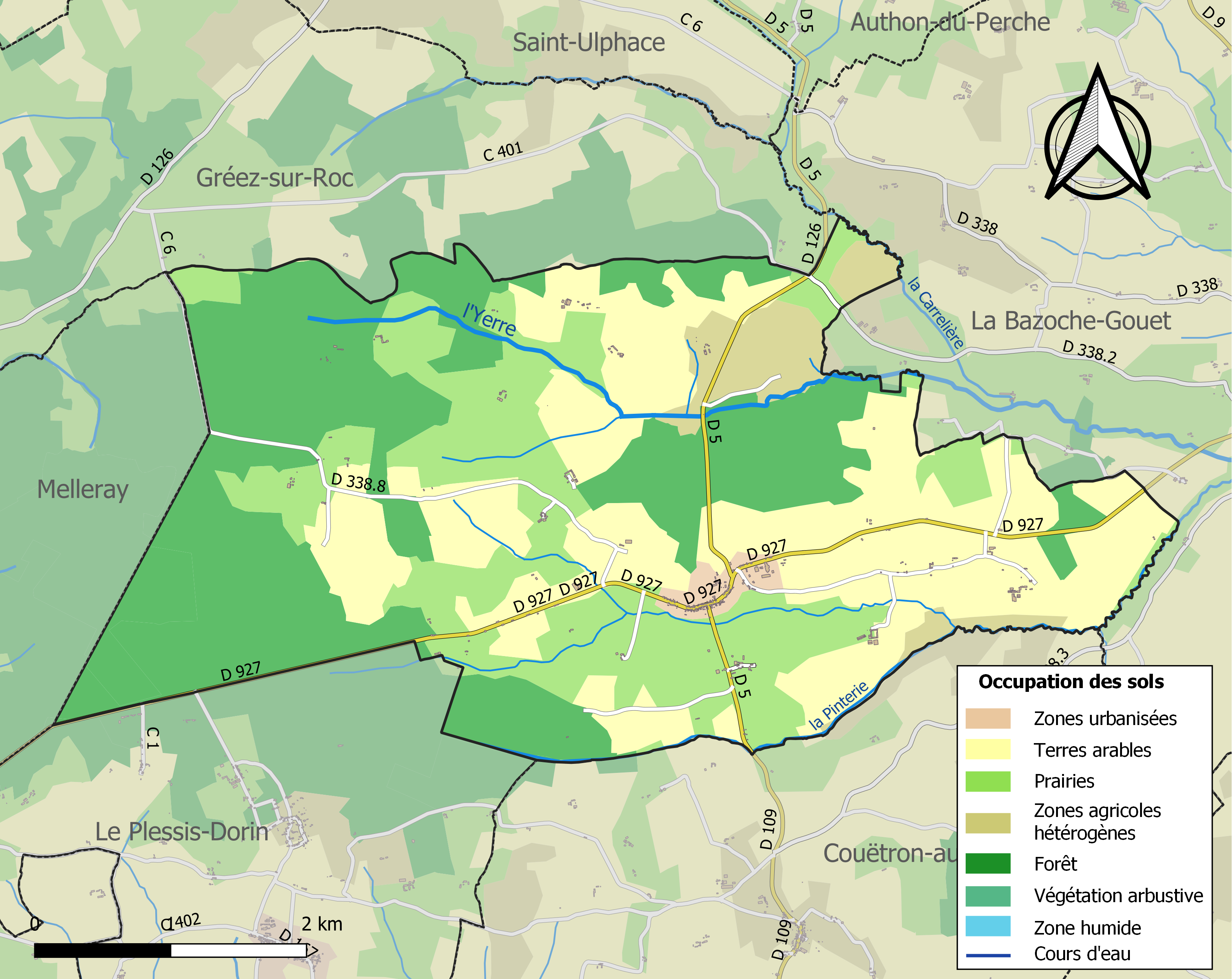
Carte des infrastructures et de l'occupation des sols de la commune en 2018 (CLC).

### Risques majeurs
Le territoire de la commune de Chapelle-Guillaume est vulnérable à différents aléas naturels : météorologiques (tempête, orage, neige, grand froid, canicule ou sécheresse), inondationset séisme (sismicité très faible). Il est également exposé à un risque technologique, le transport de matières dangereuses. Un site publié par le BRGM permet d'évaluer simplement et rapidement les risques d'un bien localisé soit par son adresse soit par le numéro de sa parcelle.

#### Risques naturels
Certaines parties du territoire communal sont susceptibles d’être affectées par le risque d’inondation par débordement de cours d'eau, notamment l'Yerre. La commune a été reconnue en état de catastrophe naturelle au titre des dommages causés par les inondations et coulées de boue survenues en 1997 et 1999,.

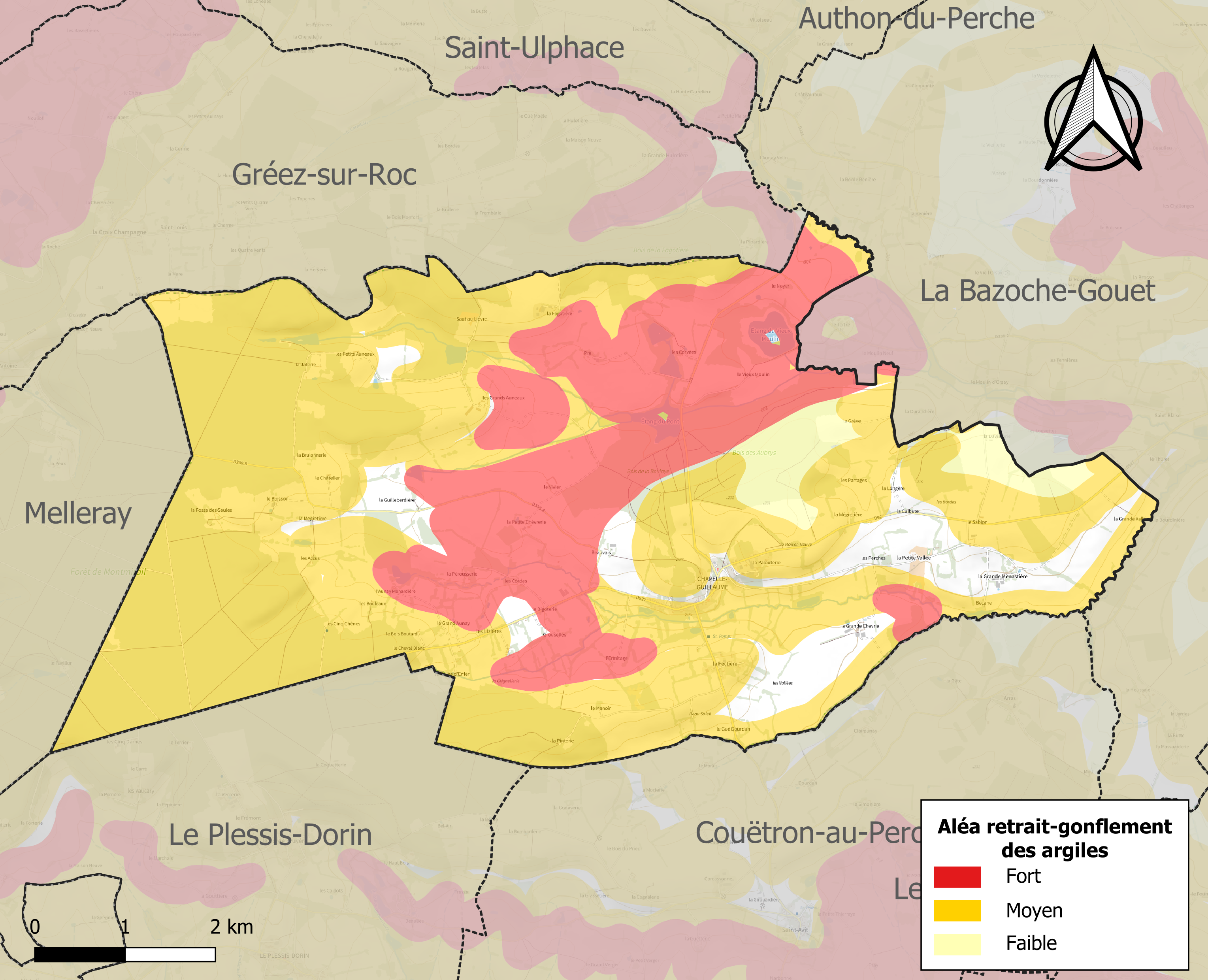
Carte des zones d'aléa retrait-gonflement des sols argileux de Chapelle-Guillaume.

Le retrait-gonflement des sols argileux est susceptible d'engendrer des dommages importants aux bâtiments en cas d’alternance de périodes de sécheresse et de pluie. 87,3 % de la superficie communale est en aléa moyen ou fort (52,8 % au niveau départemental et 48,5 % au niveau national). Sur les 156 bâtiments dénombrés sur la commune en 2019, 123 sont en aléa moyen ou fort, soit 79 %, à comparer aux 70 % au niveau départemental et 54 % au niveau national. Une cartographie de l'exposition du territoire national au retrait gonflement des sols argileux est disponible sur le site du BRGM,.
Concernant les mouvements de terrains, la commune a été reconnue en état de catastrophe naturelle au titre des dommages causés par la sécheresse en 2018 et par des mouvements de terrain en 1999.

#### Risques technologiques
Le risque de transport de matières dangereuses sur la commune est lié à sa traversée par des infrastructures routières ou ferroviaires importantes ou la présence d'une canalisation de transport d'hydrocarbures. Un accident se produisant sur de telles infrastructures est en effet susceptible d’avoir des effets graves au bâti ou aux personnes jusqu’à 350 m, selon la nature du matériau transporté. Des dispositions d’urbanisme peuvent être préconisées en conséquence.

## Toponymie
Cujus locus designabatur antiqitas Ad Lazellam, nunc ex monime patris mei appellatur Capella Guillelm/* Lieux et monuments */ i, 1071-1080 (Cartularium Dunense, charte 37, p. 34) ; Apud Capellam Guillelmi, 1077-1084 (Cartularium Dunense, charte 27,p. 28) ; Chapelle Guillaume, 1740 (Bibliothèque municipale d’Orléans, Ms 995, fol.40) ; La Chapelle Guillaume, XVIIIe siècle (Carte de Cassini) ; Hière, nivôse an 2 (Délibération du Conseil Général de la Commune, application du décret du 16 octobre 1793 = 25 vendémiaire an 2).
Hière est le nom de la rivière, Yerre, qui traverse la commune.

## Histoire

### Moyen-Âge
La commune de Chapelle-Guillaume se situe dans une partie de la région appelée autrefois le Perche-Gouët, dont les origines remontent au VIe siècle.
Issue d’un défrichement dans la forêt de Montmirail, la paroisse de Lazelle prend le nom de Chapelle-Guillaume avant 1071-1080 ; Guillaume est le nom du père d’Hugues, seigneur de Brethel, département de l’Orne, donateur de l’église aux moines de Marmoutier, commune de Tours.

### Révolution française et Empire
En l'an II, la commune porta provisoirement le nom de Yerre.
Délimitation réalisée de Chapelle-Guillaume d’avec Le Plessis-Dorin, Loir-et-Cher, par décret impérial du 30 thermidor an 13 (Archives nationales.-F2 1475, Archives départementales d'Eure-et-Loir-1M 53).

## Politique et administration

### Liste des maires
| Période                                  | Période  | Identité                          | Étiquette | Qualité                              |
| ---------------------------------------- | -------- | --------------------------------- | --------- | ------------------------------------ |
| an IX                                    | an IX    | René Drouet                       |           |                                      |
| an IX                                    | an XII   | Jean Crave                        |           |                                      |
| an XII                                   | 1806     | Charles Pierre Marc Legouz        |           |                                      |
| 1806                                     | 1809     | François Jaulneau                 |           |                                      |
| 1809                                     | 1811     | Nicolas Louis de Bruet            |           |                                      |
| 1812                                     | 1815     | Jean François de Reviers de Mauny |           |                                      |
| 1821                                     | 1830     | Jean François de Reviers de Mauny |           |                                      |
| 1830                                     | 1837     | François Jaulneau                 |           |                                      |
| 1837                                     | 1843     | Marin Célestin Jaulneau           |           |                                      |
| 1843                                     | 1854     | Michel Joseph Olivier             |           |                                      |
| 1854                                     | 1860     | Pierre Esnault                    |           |                                      |
| 1860                                     | 1871     | François Renard                   |           |                                      |
| 1871                                     | 1877     | Alphonse Bourrelier               |           |                                      |
| 1878                                     | 1896     | Pierre Gautier                    |           |                                      |
| 1896                                     | 1903     | Auguste Sagot                     |           |                                      |
| 1903                                     | 1910     | Achille Lebrun                    |           |                                      |
| 1910                                     | 1912     | Germain Gautier                   |           |                                      |
| 1912                                     | 1919     | Adolphe Bodin                     |           |                                      |
| 1919                                     | 1920     | Richard de Reviers de Mauny       |           |                                      |
| 1920                                     | 1926     | Alexandre Chéramy                 |           |                                      |
| 1926                                     | 1935     | Léon Laverton                     |           |                                      |
| 1935                                     | 1945     | Emile Letang                      |           |                                      |
| 1945                                     | 1946     | Armand Gosnet                     |           |                                      |
| 1946                                     | 1947     | René Melet                        |           |                                      |
| 1947                                     | 1950     | Armand Gosnet                     |           |                                      |
| 1950                                     | 1965     | René Melet                        |           |                                      |
| 1965                                     | 1995     | Alain de Reviers de Mauny         |           |                                      |
| 1995                                     |          | Joël Ferré                        | UMP-LR    | Agriculteur                          |
| mars 2014                                | En cours | Joël Ferré,                       |           | Agriculteur sur moyenne exploitation |
| Les données manquantes sont à compléter. |          |                                   |           |                                      |

## Population et société

### Démographie
L'évolution du nombre d'habitants est connue à travers les recensements de la population effectués dans la commune depuis 1793. Pour les communes de moins de 10 000 habitants, une enquête de recensement portant sur toute la population est réalisée tous les cinq ans, les populations de référence des années intermédiaires étant quant à elles estimées par interpolation ou extrapolation. Pour la commune, le premier recensement exhaustif entrant dans le cadre du nouveau dispositif a été réalisé en 2005.

En 2022, la commune comptait 182 habitants, en évolution de −2,67 % par rapport à 2016 (Eure-et-Loir : −0,23 %, France hors Mayotte : +2,11 %).
| 1793 | 1800 | 1806 | 1821 | 1831 | 1836 | 1841 | 1846 | 1851 |
| ---- | ---- | ---- | ---- | ---- | ---- | ---- | ---- | ---- |
| 707  | 674  | 807  | 915  | 905  | 952  | 927  | 969  | 919  |

| 1856 | 1861 | 1866 | 1872 | 1876 | 1881 | 1886 | 1891 | 1896 |
| ---- | ---- | ---- | ---- | ---- | ---- | ---- | ---- | ---- |
| 891  | 810  | 790  | 726  | 733  | 729  | 700  | 769  | 742  |

| 1901 | 1906 | 1911 | 1921 | 1926 | 1931 | 1936 | 1946 | 1954 |
| ---- | ---- | ---- | ---- | ---- | ---- | ---- | ---- | ---- |
| 693  | 687  | 706  | 564  | 650  | 610  | 633  | 511  | 410  |

| 1962 | 1968 | 1975 | 1982 | 1990 | 1999 | 2005 | 2006 | 2010 |
| ---- | ---- | ---- | ---- | ---- | ---- | ---- | ---- | ---- |
| 364  | 322  | 260  | 236  | 190  | 188  | 197  | 198  | 210  |

| 2015 | 2020 | 2022 | - | - | - | - | - | - |
| ---- | ---- | ---- | - | - | - | - | - | - |
| 189  | 184  | 182  | - | - | - | - | - | - |

## Économie
La commune a surtout eu une activité rurale. Désormais, elle héberge 2 entreprises (scierie et charpente métallique) qui emploient environ 30 personnes, l'activité tertiaire faisant travailler encore environ 15 personnes.
Par sa position dans le Parc régional du Perche et les activités de loisirs proposées, la commune est également devenue un site hébergeant des résidences secondaires et des gîtes.

## Culture locale et patrimoine

### Lieux et monuments

#### L'église Notre-Dame
On ne peut fixer de manière précise la date de sa construction. Les énormes piliers faits de grison qui soutiennent les murs au midi, la forme ogivale de la voûte et surtout celle de la fenêtre percée au midi font penser au XIIIe siècle. Certains auteurs pensent que l'église originelle date du XIe siècle. On en trouve trace vers 1070, lorsque le seigneur de Braitel la donna aux moines de Marmoutier, près de Tours. Dès lors, le village perdit le nom de Lazelle, pour Chapelle-Guillaume, du nom de Guillaume II Gouët, seigneur du Perche-Gouët et père du donateur. À la façade qui donne sur la place, était adossé autrefois un chapiteau qui a été enlevé lors de la restauration de l'église, vers la fin du XIXe siècle. Parmi les pièces de bois dont il était composé, la plupart ont servi à la construction de la nouvelle tribune élevée au-dessus de la porte d'entrée.
À l'intérieur, la voûte et les murs sont restaurés depuis peu (1900). La première est maintenant en bardeau recouvert d'ornementation en peinture, dont les couleurs bien agencées produisent un bon effet. Ce travail est l'œuvre d'un ouvrier du pays et d'un des anciens curés.
Trois fenêtres éclairent la nef ; les deux percées au nord depuis peu (1900) ne méritent aucune attention ; la troisième au midi, de forme ogivale, ressemble à celles que l'on rencontre dans les églises du XIIIe siècle. Elle se compose de trois baies, avec ornementation et moulures dans la partie supérieure.
Le chœur plus petit et plus bas que la nef, semble être d'une autre époque. Il est séparé de celle-ci par un arc de voûte, légèrement incliné au nord. Les murs sont entourés de boiseries sans valeur. Trois petites fenêtres romanes devaient l'éclairer autrefois, aujourd'hui deux de ces fenêtres sont agrandies et ont perdu le plein cintre pour prendre la forme gothique. La troisième a été bouchée et se trouve cachée par un tableau suspendu derrière l'autel et représentant l'Annonciation.
Une statue de saint Julien orne la façade au-dessus de le porte d'entrée. À l'intérieur, on peut admirer deux statues : l'une représentant sainte Barbe, devant protéger contre la foudre et les incendies, l'autre représentant saint Roch, protecteur des animaux. Le 6 nivôse an XII (28 décembre 1803), une tempête abattit le clocher sur l'église, dont il ne subsista que les murs. L'église fut réparée mais elle dut attendre 1827 pour avoir à nouveau un clocher.

#### Autres édifices notables
- Le château ;
- Le prieuré ;
- Les dépendances du manoir de Pré, retenues par la mission Patrimoine 2022 de Stéphane Bern[23] ;
- Le lavoir.

### Sources
- Philippe Siguret (ill. G. Massiot et R. J. Garnier), Le Perche-Gouët, Paris, Edicha, coll. « Cahiers percherons », 1958, 1 fasc. (64 p.) (ISSN 0526-8443, BNF 32631577)
- Philippe Siguret (préf. Michel Fleury), Histoire du Perche, Ceton, Fédération des amis du Perche, 2000, 606 p., 22 cm (ISBN 2-900122-27-9, BNF 37212948)